# Sigma sd Quattro
Die sd Quattro und die Variante sd Quattro H, im Jahr 2016 auf den Markt gekommen, sind spiegellose Systemkameras des japanischen Unternehmens Sigma. Sie verfügen, wie ähnlich der dp2 Quattro, über den neuen Sensor Foveon X3 Quattro, jedoch mit 33 bzw. 45 effektiven Megapixel (39 bzw. 51 Megapixel Bayer-Äquivalent).
Die beiden Kamera-Varianten haben ein SIGMA SA-Bajonett, das zu allen SIGMA SA-Wechselobjektiven passt. Sie sind damit eine Kreuzung der beiden Kamera-Serien Sigma SD und Sigma dp Quattro und sollen die Vorteile der beiden Serien vereinigen.

## Technische Merkmale
Die Sigma sd Quattro und sd Quattro H sind die zweite Kamera-Serie, die mit dem neu entwickelten Foveon-X3-Quattro-Direktsensor veröffentlicht wurde.
Das Besondere der Kamera ist der Foveon-X3-Direktsensor als Quattro-Variante, der vom Aufbau dem klassischen Farbfilm ähnelt, da jede Schicht alle Informationen des verfügbaren Lichts einfangen kann. Zudem werden Farbton, Wert und Chroma aller Farben über den Direktbildsensor mit jedem Pixel erfasst. Die oberste Sensor-Schicht für Blau hat nun im Quattro-Format 4-mal mehr Pixel als die beiden unteren Schichten für grün und rot.

## Eigenschaften
- Foveon X3-Sensor CMOS
- Gesamte Pixel: ca. 33 MP, Variante H 45 MP
- Pixel in den Schichten:  O (Oben): 5.424x3.616 / M (Mitte): 2.712x1.808 / U (Unten): 2.712x1.808,
- Raw-Ausgabe Stufe high          O: 5.424×3.616 /         M: 2.712×1.808 /         U: 2.712×1.808
- Raw-Ausgabe Stufe low:          O: 2.704×1.808 /         M: 2.704×1.808 /         U: 2.704×1.808

- Variante H:
- Pixel in den Schichten: O (Oben): 6.200×4.152 / M (Mitte): 3.348×2.232 / U (Unten): 3.348×2.232
- Raw-Ausgabe Stufe high:        O: 6.192×4.128 /         M: 3.096×2.064 /         U: 3.096×2.064
- Raw-Ausgabe Stufe low:         O: 3.088×2.056 /         M: 3.088×2.056 /         U: 3.088×2.056

- Ausgabe Jpeg:
- s-hi für 3:2 mit 7.680×5.120 (H: 8.768×5.840) = extrapoliert
- high für 3:2 mit 5.424×3.616 (H: 6.192×4.128) = nativ blau (oben)
- low für 3:2 mit 2.704×1.808 (H: 3.088×2.056) = nativ grün-rot (mitte-unten)
- s-lo für 3:2 mit 1.920×1.280 (H: 1.920×1.280) = reduziert zu Full-HD

- 7,6 cm (3 Zoll) TFT-Farb-LCD-Monitor
- Belichtungsindex: ISO 100–6400,
- Belichtungskorrektur ±5 EV in 1/3-EV-Schritten veränderbar
- Unterstützte Dateiformate: Verlustfrei komprimierte RAW-Daten (14 Bit), JPEG (Exif 2.3), Adobe DNG (12 Bit)
- Li-Ion-Akku BP-61
- Gewicht ca. 625 g (ohne Akku und Speicherkarte)
- Sigma SA-Wechselobjektive kompatibel zur SD-Serie
- aktuelle Firmware: ab Werk

## Zubehör

### Mitgeliefert
Li-Ion-Akku BP-61, Akku-Ladegerät BC-61, USB-Kabel, Netzteil CN-31

### Optional
Netzgerät SAC-7, Powergrip PG-41, Fernauslöser CR-31, Blitz-USB-Dock FD-11, Aufsteckblitz EF-140S SA-STTL (Leitzahl 14 bei ISO 100/m)
Die Kamera verfügt über einen Blitzschuh, welcher mit dem großen Electronic Flash EF-630 kompatibel ist.

## Sigma Photo Pro
Mit der Software Sigma Photo Pro können Bildbearbeitung und Konvertierung von RAW- in JPEG- oder TIFF-Dateien bei allen Kameras der SD-Reihe durchgeführt werden.
Die Version 6.x kann kostenlos für Windows 7+ und Mac OS ab Version 10.7 (6.3.x) heruntergeladen werden. Aktuell sind die Software-Versionen 6.5.4 (Win7+) und 6.5.5 (MacOSX 10.9+) verfügbar. Im Jahr 2021 sind Version 6.7.4 und 6.7.5 mit Detailverbesserungen verfügbar.
Die Software wird außer für die neue SD Quattro auch für die Sigma-DSLR-Kameras SD9, SD10, SD14, SD15, SD1 Merrill sowie für die Sigma DP-Reihe einschließlich der Sigma DP Quattro DP0 bis DP3 (dp0 Quattro, dp1 Quattro, dp2 Quattro und dp3 Quattro) verwendet.